# Carlos Almeida
Carlos Alberto Souza de Almeida Filho (Manaus, 28 de junho de 1979) é um defensor público e político brasileiro. Filiado ao Partido dos Trabalhadores (PT), foi vice-governador do Amazonas.

## Biografia

### Academia
É graduado em Direito pela Universidade Federal do Amazonas (UFAM), curso concluído em 2002.
Antes disso, em 1999, graduou-se em Tecnólogo de Processamento de Dados, pela Universidade Tecnológica do Amazonas (Utam), atualmente Instituto de Tecnologia da Universidade do Estado do Amazonas (UEA).
Em 2018  conquistou o título de Mestre em Função Social do Direito pela Faculdade Autônoma de Direito de São Paulo (FADISP). No mesmo ano, iniciou Doutorado na mesma Instituição de ensino.

### Trajetória
Na carreira de defensor público, da qual está licenciado desde quando assumiu o cargo de Vice-governador do Amazonas, já exerceu:
1. Presidência da Associação dos Defensores;
2. Diretor da Escola Superior da Defensoria;
3. Conselheiro Superior da DPE-AM;
4. Professor de Direito em diversas Instituições de Ensino Superior (IESs) e cursos preparatórios;
5. Integrante da Comissão de Reforma da Constituição do Estado do Amazonas.

Carlos Almeida Filho é autor de artigos e livros jurídicos.
Ingressou na Defensoria Pública do Estado (DPE-AM) em 2005.
Em 2009, assume a então criada 1ª Defensoria Pública Especializada em Atendimento de Interesses Coletivos.
Como defensor público, Carlos Almeida Filho atuou em aproximadamente 1.500 causas, ligadas sobretudo a direitos básicos, direitos do consumidor, com destaque para a problemática das ocupações irregulares de terras e moradia. O tema é inclusive da dissertação que defendeu, transformada em livro e que tem se tornado referência acadêmica.

### Política

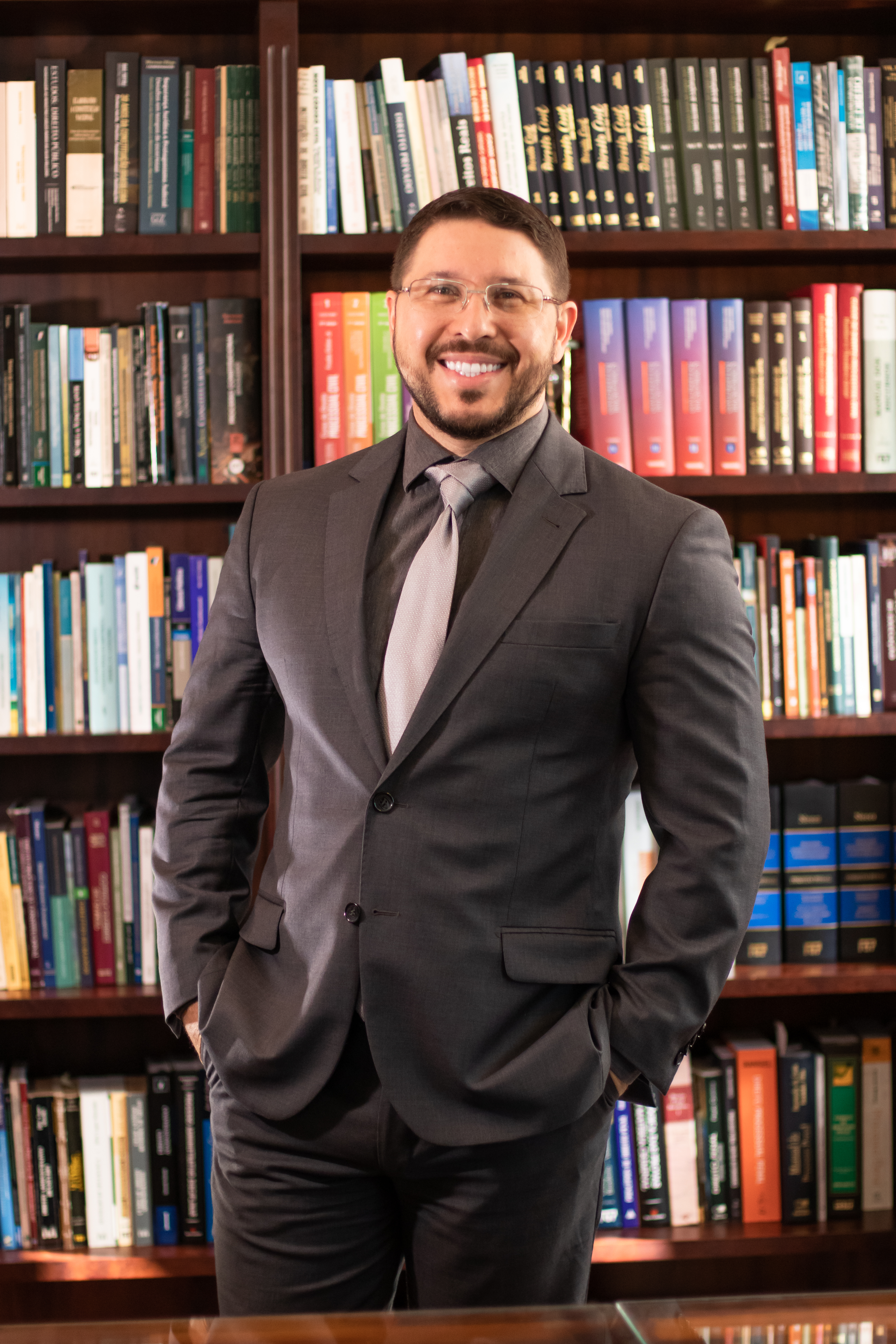
Vice-governador do Amazonas, Carlos Almeida Filho (PSDB)

Filiado ao Partido Renovador Trabalhista Brasileiro, foi eleito Vice-Governador do Estado do Amazonas nas Eleições de 2018, na chapa encabeçada por Wilson Lima do Partido Social Cristão.
Trocou de partido, ingressando no Partido Trabalhista Brasileiro (PTB), assumindo também o comando da legenda no estado, que esteve por dez anos no controle do ex-Deputado Federal Sabino Castelo Branco.
Como vice-governador, segue na defesa das causas coletivas, dos direitos básicos e essenciais, fazendo uso dos instrumentos do Estado para promover políticas públicas de inclusão, outrora questionadas por ele mesmo enquanto defensor público. Ocupou cargos de Secretário de Saúde e Secretário da Casa Civil do estado, pedindo exoneração do último em maio de 2020.
O estado passou a viver uma crise politica em 2020, agravada pela Pandemia de COVID-19 no Amazonas. Almeida rompeu laços com Wilson Lima em maio de 2020. Segundo ele, o distanciamento ocorreu porque ele “não concordava com nenhuma medida de irregularidade”. Desde então passou a criticar duramente a gestão de Lima.
Em maio de 2021, se filiou ao PSDB.
Em Junho de 2023, se filiou ao PT.